# ARPC4
ARPC4 (англ. Actin related protein 2/3 complex subunit 4) – білок, який кодується однойменним геном, розташованим у людей на короткому плечі 3-ї хромосоми.  Довжина поліпептидного ланцюга білка становить 168 амінокислот, а молекулярна маса — 19 667.
| 10         |  | 20         |  | 30         |  | 40         |  | 50         |
| ---------- |  | ---------- |  | ---------- |  | ---------- |  | ---------- |
| MTATLRPYLS |  | AVRATLQAAL |  | CLENFSSQVV |  | ERHNKPEVEV |  | RSSKELLLQP |
| VTISRNEKEK |  | VLIEGSINSV |  | RVSIAVKQAD |  | EIEKILCHKF |  | MRFMMMRAEN |
| FFILRRKPVE |  | GYDISFLITN |  | FHTEQMYKHK |  | LVDFVIHFME |  | EIDKEISEMK |
| LSVNARARIV |  | AEEFLKNF   |  |            |  |            |  |            |

A: Аланін

C: Цистеїн

D: Аспарагінова кислота

E: Глутамінова кислота

F: Фенілаланін

G: Гліцин

H: Гістидин

I: Ізолейцин

K: Лізин

L: Лейцин

M: Метіонін

N: Аспарагін

P: Пролін

Q: Глутамін

R: Аргінін

S: Серин

T: Треонін

V: Валін

Задіяний у таких біологічних процесах як ацетиляція, альтернативний сплайсинг. 
Білок має сайт для зв'язування з молекулою актину. 
Локалізований у цитоплазмі, цитоскелеті, клітинних відростках.